# 凯罗
凯罗（荷蘭語：Ronald Keller, 1958年3月27日—），荷兰外交官，2015年12月开始担任荷兰驻华大使。
会多种语言包括荷兰语，英语，德语，法语和俄语。

## 生平
1958年出生在荷兰布森，1983年毕业于阿姆斯特丹大学经济系。1984年进入荷兰财政部。1988年担任多边银行处处长。1991年担任欧洲复兴开发银行董事。1993年担任出口信用保险及投资担保司司长，1997年担任对外财政关系司司长。
2000年进入荷兰外交部担任国际合作总干事，2005年担任荷兰驻乌克兰大使，2009年担任荷兰驻俄罗斯大使，2013年担任荷兰驻土耳其大使，2015年12月担任驻华大使。接替改任駐日本大使的前驻华大使贾高博。

## 丑闻
2016年10月17日，在其担任驻华大使期间，被爆出与大使馆内部中国女性员工有地下情，目前已停职接受荷兰外交部审查。